# Немишлянський район
Немишлянський район (до 17 травня 2016 року — Фрунзенський) — один із 9 районів міста Харкова.

## Загальні відомості
Площа району — 22,3 км², чисельність населення — 142 тис. осіб.

## Історія
Є наймолодшим районом сучасного Харкова.
Утворений Указом Президії Верховної ради Української РСР від 12 квітня 1973 року з частин територій Салтівського (до 2022 — Московського), Індустріального (до 2016 — Орджонікідзевського) і Слобідського (до 2016 — Червонозаводського) районів як Фрунзенський.
17 травня 2016 року розпорядженням голови Харківської обласної державної адміністрації район був декомунізований, йому надана назва "Немишлянський" через річку Немишля, що протікає територією району.

## Промисловість і торгівля
На території району працюють відомі промислові гіганти: ВАТ «Турбоатом», ЗАТ «Завод «Південкабель», АТЗТ «Хладопром», АТ «Будінвест».

## Освіта та наука
У районі діють 13 дитячих дошкільних установ, 19 шкіл, Всесвітньо відомі науково-технічні розробки й технології наукових установ району: ІПМашу НАН України, інституту рослинництва ім. В. Я. Юр'єва, ЗАТ «ЕНАС», ВАТ «Потенціал» та ін.

## Культура та туризм
Візитівкою району стала каштанова алея одного із центральних проспектів району — Петра Григоренка. Улюблені місця відпочинку мешканців району — кінотеатр «Київ» (нині не працює), парк «Зустріч» і бульвар Юр'єва. В парку був розташований єдиний в Україні пам'ятник радянському воєначальнику Георгію Жукову (остаточно демонтований 17 квітня 2022 року).
У районі діють центр дитячої і юнацької творчості, школа сучасних театрально-сценічних напрямків, музична школа № 12 ім. К. Шульженко.

## Охорона здоров'я
На території району працюють:
- міські поліклініки № 3 і 5;
- дитяча міська поліклініка № 15;
- стоматологічна поліклініка № 3;
- дві жіночих консультації;
- дві амбулаторії сімейної медицини.

На території району працює унікальний, у своєму роді, заклад в Україні — медичний комплекс.

## Спорт
У районі розташовані дві спортивні школи, найбільший в Україні Палац спорту, два плавальних басейни.

## Уродженці
- Громович Юрій Володимирович (1983—2019) — солдат ЗСУ, учасник російсько-української війни.